# Jewgenija Nikolajewna Sidorowa
Jewgenija Nikolajewna Sidorowa (später Kabina; russisch Евгения Николаевна Сидорова; später Кабина; * 13. Dezember 1930 in Moskau; † 29. Oktober 2005) war eine russische Skirennläuferin. Sie startete in allen alpinen Disziplinen.

## Werdegang
Sidorowa war Athletin des vom KGB geführten Leistungssportvereins Dynamo Moskau und nahm zwischen 1956 und 1964 für die Sowjetunion drei Mal an Olympischen Winterspielen teil. Bei ihrer Premiere 1956 in Cortina d’Ampezzo gewann sie im Slalom überraschend die Bronzemedaille, das einzige Edelmetall in der olympischen Geschichte für die Sowjetunion in den alpinen Disziplinen. An ihre Leistung konnte sie bei späteren Winterspielen nicht mehr anknüpfen.

## Erfolge

### Olympische Winterspiele
- Cortina d’Ampezzo 1956: 3. Slalom, 37. Abfahrt, 40. Riesenslalom
- Squaw Valley 1960: 18. Slalom, 20. Abfahrt, 31. Riesenslalom
- Innsbruck 1964: 27. Slalom, 37. Abfahrt, 38. Riesenslalom

### Weltmeisterschaften
- Cortina d’Ampezzo 1956: 3. Slalom, 17. Kombination, 37. Abfahrt, 40. Riesenslalom

- Bad Gastein 1958: 12. Slalom, 12. Kombination, 27. Riesenslalom, 31. Abfahrt
- Squaw Valley 1960: 12. Kombination, 18. Slalom, 20. Abfahrt, 31. Riesenslalom
- Innsbruck 1964: 18. Kombination, 27. Slalom, 37. Abfahrt, 38. Riesenslalom